# 鎮静薬
鎮静薬（ちんせいやく、英: Sedative）は、中枢神経系に作用し興奮を鎮静する薬物である。睡眠薬として利用される場合もある。また、手術の麻酔前に投与されることがある。この用語が、19世紀から薬剤の種類を表すため頻繁に用いられたのは、当時は鎮静させることが精神医療の薬物療法による主な治療法であったためであり、20世紀中ごろまではバルビツール酸系を用いた持続睡眠療法などが研究された。
鎮静剤は、19世紀にはアヘンとアルコール、20世紀の前半は、ブロム化合物とバルビツール酸系であった。1950年代にはトランキライザー（精神安定剤）の語によって登場した抗精神病薬、抗うつ薬、ベンゾジアゼピン系といった様々な薬により、患者は過剰な鎮静を得ずとも症状を抑えて生活できるようになった。
現在では抗不安作用などの区別も発達し、抗不安薬、睡眠薬の語が使われる。

## 歴史
1805年に、ドイツの薬剤師フリードリヒ・ゼルチュルナーは、アヘンからそのアルカロイドであるモルヒネを分離し、鎮静催眠薬として精神医学に導入された。
19世紀、精神病者がいまだ閉じ込められていたアサイラムの時代において、モルヒネは患者を鎮める鎮静剤として、また眠らせる催眠剤でもあったが、依存性が判明し使用されなくなった。
また幻覚作用で知られるヒヨスから、抽出された植物アルカロイドのヒオスシアミン（スコポラミンを含む）を、1833年からメルク社が販売しており、1868年にはウィーンの薬理学者カール・シュロッフが鎮静剤としても催眠剤としても作用することを見出し、1880年代までにはアサイラムで広く用いられるようになった。当時の神経精神科の施設にてよく用いられる「カクテル」（多剤併用）のうち一剤となった。
合成された初の鎮静剤は、抱水クロラールであり、1832年にギーセン大学のユストゥス・フォン・リービッヒが合成した。1869年に、ベルリン大学の薬理学教授オスカー・リープライヒが不安と抑うつを示す患者の不眠症に用い有効だとした。上述のモルヒネやアルカロイドは注射で用いられたが、抱水クロラールは服薬できることでは優っており、しかし酷い味と服薬後の息の臭いは嫌がられた。当時の演劇や小説が、ヒロインが貞操を奪われる際にこの薬物を用いることを描いた。
そして19世紀後半には臭化物が広く用いられたが、毒性と12日にわたる長い半減期のため、バルビツール酸系が登場すると徐々に置き換えられていった。
1903年には、ドイツの化学者エミール・フィッシャーらはバルビタールを合成し、酷い味がなく治療域が有毒域に近くないという点で新たな鎮静剤となり、バイエル社からベロナール、シェリング社からメディナールとして販売された。人気を博し広く用いられるようになり、バルビツール酸系の薬は数多く合成された。1915年には、チューリッヒ大学精神科の精神科医ヤコブ・クレージーが、統合失調症にバルビツール酸を用いて持続睡眠療法を開始した。その死亡率は5%であった。
1952年までは、患者を管理するためには、拘束や鎮静剤しかなく、もっとも使われたバルビツール酸系には、患者が眠ったり、過剰投与で死亡する副作用もあった。

### 精神薬理学の時代
1952年2月にフランス海軍の外科医アンリ・ラボリは後にクロルプロマジンとして知られる4560 RPの外科での使用によって患者に「無関心」を生じさせたことを報告し、論文の終わりに、これらの知見が精神医学での使用を予想させ、おそらくバルビツール酸による睡眠療法とも関係があるだろう、と記した。すぐにパリのサンタンヌ病院の精神科医ジャン・ドレーとピエール・ドニカーの耳に入り、3月には患者に単剤でクロルプロマジンを投与し、5月にはその成果を報告をしている。バルビツール酸と異なり、脱抑制にしたり、過鎮静に陥ることなく患者を穏やかにし、患者を施設に監禁することなく日常生活が送れるようになった。これに続いて抗うつ薬、抗躁薬など様々な薬が登場し、精神薬理学の時代がはじまったとされる。時代背景で言えば、アメリカでは当時、治療は精神分析が主流であったために、無意識の葛藤の解決なく症状が抑えられるという発想に抵抗があったが、浸透するのにそれほど時間はかからなかった。
催眠剤・鎮静剤で言えば、バルビツール酸系の欠点である、耐性の形成が早く早期に依存に陥りやすく、離脱症状が強く、死に至る危険性が高いことを克服しようと新たな化合物が合成された。
それらの初期の一群は非バルビツール酸系であり、サリドマイドの催奇形性や、同様に乱用や依存のため市場から消えた。後に商品名ミルタウンで販売されるメプロバメートを、1955年にカーターウォレス社のフランク・バーガーが鎮静作用の強い物質として発見したときトランキライザー〔ママ〕の用語を用いた。
次に、1960年代前半には、ホフマン・ラ・ロシュ社から、鎮静作用のあるベンゾジアゼピン系が発売された。

### 日本
日本では1868年ごろ、明治維新がなされると、それまでの漢方医学ではなく西洋医学が導入された。精神医療における薬物療法としては、主に鎮静剤や催眠剤による持続浴療法や、持続睡眠療法であった。
1894年の、初期の教科書『精神病学集要』の要約『精神病学要略』の薬物療法の項では、麻酔剤としてアヘン、モルヒネ、ヒヨスチン、催眠剤として抱水クロラールやクロロフォルムなど約20種類が挙げられている。1924年の『精神病診断及び治療学』には、鎮静剤にアヘン、モルヒネ、コデイン、ヒヨスチン、スポコラミンなどが挙げられている。
1921年の『臨床薬物学-後編』には、大脳の機能の興奮性を鎮静させるものであると記され、ブロム剤が紹介されている。1940年に日本医師会から発行された『局方外薬鑑』という薬の目録の鎮静剤の項には、もっぱらブロム化合物が載せられている。
1954年より、欧米と同じようにトランキライザー（精神安定剤）と総称して呼ばれた様々な薬が使われ始めた。

## ベンゾジアゼピン
現在、日本において一般的に利用される鎮静薬は、ベンゾジアゼピン系と、これとほぼ同様のチエノジアゼピン系に分類されるものがほとんどである。
ベンゾジアゼピン系は以前によく使われていたバルビツール酸系に比べて毒性が低いが、過剰摂取による死亡は今なお問題である。またベンゾジアゼピンは依存の危険性があるため、1ヶ月以上の長期処方を行わないことが推奨される。各国の保健省では、不安治療にベンゾジアゼピンを用いることを推奨していないことも多い。（ベンゾジアゼピン薬物乱用#各国の状況を参照）

## 副作用
大半の鎮静薬はベンゾジアゼピン系であるために、ベンゾジアゼピン系特有の副作用がある。比較的安全と言われているが、アルコールとの併用は奨められておらず、ベンゾジアゼピン受容体の作用でベンゾジアゼピン健忘を引き起こす副作用がある薬剤もある。眠気を誘発するため、自動車の運転などと言った危険を及ぼす作業などは避けるべきである。また長期の服用で依存や急な断薬による離脱症状を起こす場合があるため注意が必要である。ベンゾジアゼピン系の鎮静薬でうつ病を悪化させることがある。

### アルコールとの組み合わせの危険性
ときどき鎮静薬とアルコールとは、気晴らし、もしくは不注意にて併用される。アルコールは強力に脳の機能、呼吸機能を低下させる。この組み合わせは互いに悪化を招くため致命的であるとのエビデンスが存在する。

## 乱用

各国の人口1000人あたりベンゾジアゼピン系催眠鎮静剤消費量 (国際麻薬統制委員会)。2016年の報告書では、上位からアイルランド85.35mg、日本51.69mg、ベルギー39.78mg。（なお抗不安薬の消費量とは別である）

すべての鎮静薬は乱用の可能性があるが、しかしながらバルビツール酸とベンゾジアゼピンは最も乱用が問題視されており、広く娯楽用途・非医療目的で乱用されている。ストレス・不安・不眠に置かれている人は、過剰摂取や薬物依存になりやすい。ヘロイン常用者はサプリとして、覚醒剤常用者はイライラを鎮めるため、その他の人々はリラックスし不安を忘れるために、娯楽目的でよく鎮静薬を摂取する。
バルビツールの過剰摂取は、薬物関連の死亡の三分の一を占めており、これには自殺目的や薬物事故死が含まれる。事故死は、眠いとき、薬物使用で混乱しているとき、アルコールと併用されたときに起こっている。
米国においては1998年の毒物制御センターへの報告によれば、70,982例の鎮静薬使用者のうち2310例(3.2%)が中毒を起こし、89例(0.1%)が死亡した。米国での緊急治療室に入院した人の約半数は、合法的な処方箋による鎮静薬の非医学的使用の結果であった。彼らは過剰量を摂取したりアルコールやその他の薬物とので組み合わせていた。

## 依存性
すべての精神鎮静剤は、通常の治療服用であっても定期的に摂取すると身体的・精神的依存が発生する。
依存者は、不安・不眠・死亡といった離脱症状を起こす。服用者が精神的依存になると、関数的に薬を必要とするようになる。しかし身体的依存については必ずしも発生せず、とりわけ短期間の使用では少ない。両方の依存となると、薬を探し使うことが人生の目的となる。身体的・精神的依存は治療を受けることにより対応できる。